# Kostel Matky Boží (Telč)
Kostel Matky Boží je římskokatolický chrám ve městě Telč v okrese Jihlava. Je chráněn jako kulturní památka. Je filiálním kostelem telčské farnosti.

## Historie
Počátky kostela se vážou k pověsti z roku 1099. Po vítězné bitvě nad českým knížetem Břetislavem měl nechat moravský markrabě Ota II. postavit kapli Nanebevzetí Panny Marie (dnes ve Starém Městě). Pověst uvádí, že se ve svatyni měl nacházet zázračný mariánský obraz, u něhož se měl roku 1225 modlit Přemysl Otakar I. před vojenskou výpravou do Rakous. Pověst o počátcích kostela nemá sice jakoukoli pramennou oporu, přesto dala vzniknout tradici o jeho založení, která se v kostele oživuje už od roku 1799. Svědectví o tom dokládají i kamenné desky na vnější zdi kostela z roku 1899 a taktéž z roku 1999.
První zprávy o zdejší faře jsou již z roku 1283, písemná zmínka o chrámu na telčském Starém Městě pochází z roku 1385, kdy měl být přestavěn. Samostatná fara zde fungovala do roku 1578, poté sem byl přesunut městský špitál od kostela svatého Ducha. V roce 1647 se dočkal velké přestavby, kdy původní loď chrámu byla zřejmě zbořena a na jejím místě byla vybudována barokní loď navazující na gotický presbytář. U severní stěny kněžiště také stojí původem gotická hranolová věž.
Kolem kostela se nachází hřbitov.